# Bibliotecas da Universidade da Cidade do Cabo
Bibliotecas da Universidade da Cidade do Cabo (UCT Libraries) é o sistema de bibliotecas da Universidade da Cidade do Cabo (UCT) na Cidade do Cabo, África do Sul .
A Biblioteca Chancellor Oppenheimer é a principal biblioteca do sistema da UCT e está localizada no campus superior, com sete bibliotecas filiais situadas em vários campi. O sistema mantém cerca de 1,2 milhão de volumes impressos e tem acesso a mais de 100.500 assinaturas de jornais impressos e online. Uma coleção de pesquisa Africana pode ser encontrada na Divisão de Coleções Especiais e consiste em numerosas monografias, periódicos, efêmeras e fontes multimídia.
As Bibliotecas da UCT são especializadas em áreas temáticas, incluindo Estudos Africanos, Comércio, Engenharia e Meio Ambiente Construído, Publicações Governamentais, Ciências da Saúde, Humanidades, Direito e Ciências.

## Bibliotecas filiais

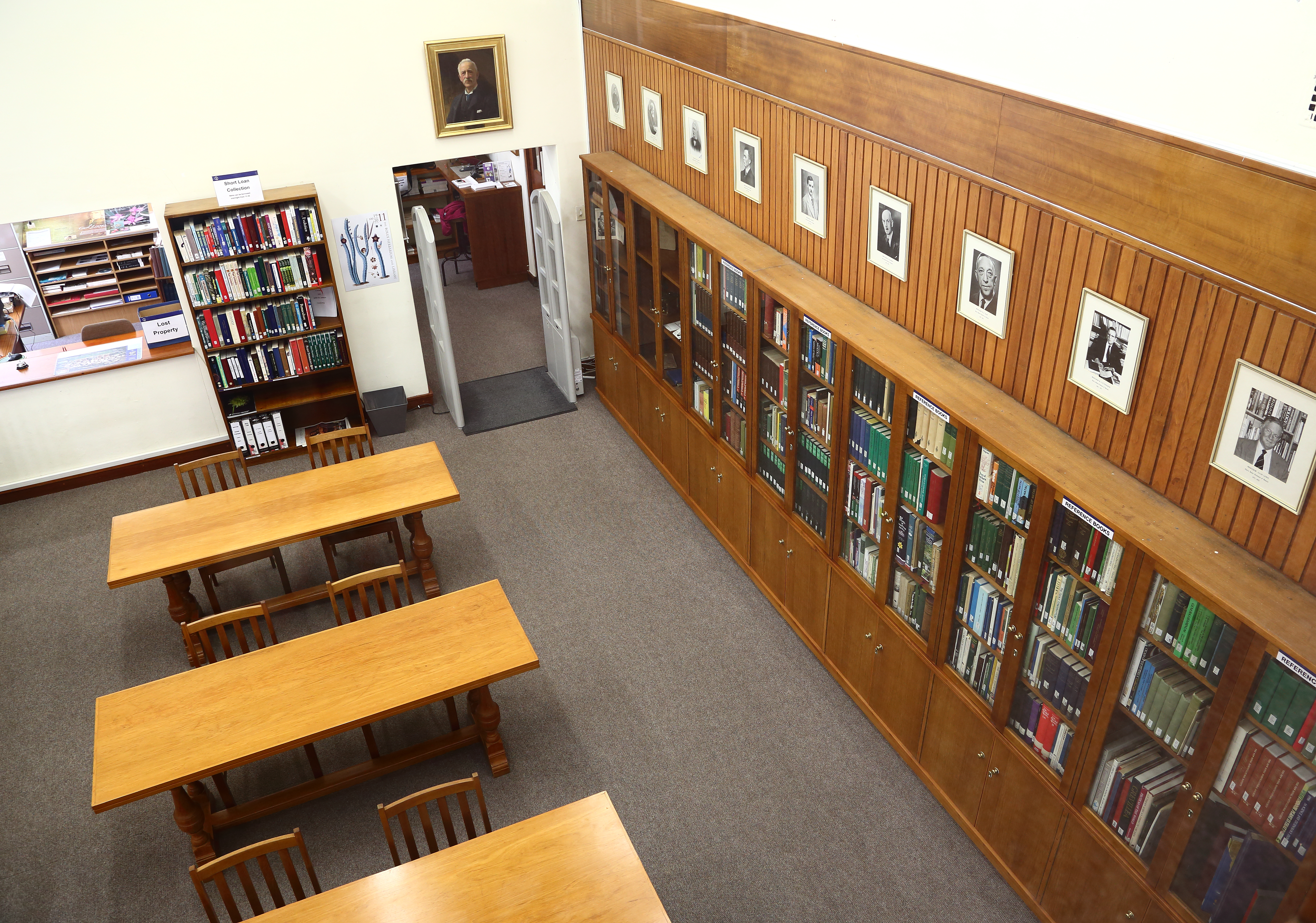
Uma vista por cima da biblioteca Bolus Herbarium no Botany Building, Upper Campus, Universidade da Cidade do Cabo

Sete bibliotecas filiais estão incluídas no sistema de Bibliotecas da UCT:
- Biblioteca Bolus Herbarium
- Biblioteca de ambiente construída
- Biblioteca de Ciências da Saúde
- Biblioteca Hiddingh Hall
- Biblioteca do Instituto de Saúde Infantil
- Biblioteca de direito de Brand van Zyl
- Biblioteca de música

## História
O professor WS Logeman, um filólogo multilíngue do então South African College (SAC), foi o fundador do que se tornou a Biblioteca da Universidade. De 1905 a 1920, Logeman foi nomeado Bibliotecário Honorário e se tornou o primeiro presidente da Biblioteca da Universidade. Para comemorar sua contribuição na fundação do sistema de biblioteca da universidade, a Sala de Leitura Logeman dentro da Biblioteca Hiddingh Hall foi criada em 1967.

## Coleções de manuscritos
O Departamento de Manuscritos e Arquivos coleta material de fonte primária de valor histórico para uso pela comunidade acadêmica e outros pesquisadores. Está localizado na Sala de Leitura JW Jagger das Bibliotecas da UCT. Existem atualmente mais de 1500 coleções, algumas das quais são destacadas abaixo.

### Coleções políticas
- A coleção de Jack e Ray Simons (BC1081)
- The Black Sash Collection (BC668)
- The Colin Legum Papers (BC 1329)

### Coleções literárias
- Coleção Richard Rive
- Coleção Louis Leipoldt

### Coleções arquitetônicas
- Coleção Herbert Baker
- Coleção Roelof Uytenbogaardt

### Coleções de história da UCT
- Coleção René Immelman